# Шамко, Екатерина Николаевна
Екатерина Николаевна Шамко (Камардина) (17 ноября 1918, Липовец, Залегощенский район — 29 марта 1986, Симферополь) — советский историк и педагог, партизанка Великой Отечественной войны, исследовательница партизанского движения в Крыму в 1941—1944 годах.

## Биография
Екатерина Николаевна Камардина родилась 17 ноября 1918 года в крестьянской семье с. Липовец Орловской губернии. Окончила аграрный техникум и работала по специальности в Крымской АССР, а также на комсомольской работе. Вступила в ВКП(б). В годы Великой Отечественной войны участвовала в обороне Севастополя.
С 29 октября 1941 года стала участником Крымского партизанского движения, будучи разведчицей и помощником комиссара отряда Северного соединения крымских партизан. Имела тяжелое ранение. После войны была на партийной работе.
В 1951 году окончила Крымский государственный педагогический институт по специальности история. Поступила в аспирантуру Крымского филиала Академии Наук СССР.
В 1954 году поступила в Институт истории Академии Наук УССР, защитила кандидатскую диссертацию «Борьба трудящихся Севастополя против иностранных военных интервентов и буржуазно-помещичьей белогвардийщины (1918—1920 гг.)» и получила учёную степень кандидата исторических наук. Впоследствии ей было присвоено учёное звание доцента.
С 1956 года работала научным сотрудником в Крымской группе Института истории АН УССР. С 1965 года работала в Крымском медицинском институте преподавателем, а с 1972 года — доцентом.
Умерла 29 марта 1986 года. Похоронена на Аллее Славы городского кладбища Симферополя.

## Научная деятельность
Автор ряда научных статей и монографий. Основными темами исследований Е. Н. Шамко были история партизанского движения в Крыму в годы немецкой оккупации (1941—1944 годах), оборона Севастополя, военная интервенция в годы гражданской войны (книга «Партизанское движение в Крыму в 1941—1944 гг.», статья «Чехословацкие партизаны в Крыму», монография «Памятники воинской Славы», статья «Симферополь в годы Великой Отечественной войны»). Кроме того изучала вопросы истории развития виноделия и садоводства в Крыму (статья «Из истории виноделия и садоводства в Крыму»), молодёжного движения, медицинского обслуживания крымчан. Исследовала маршруты движения крымских партизан.
Несколько трудов К. Шамко были изданы в Чехословакии.

#### Работы
- Шамко Е. Н. Партизанское движение в Крыму в 1941—1944 гг. — Симферополь: Крымиздат, 1959. — 158 с.
- Шамко Е. Н. Партийное подполье в Крыму в годы Великой Отечественной войны.// Украинский исторический журнал. — 1960. — № 5. — С. 16-27.
- Шамко Е. Н. Пламя над Крымом //Герои подполья: О борьбе советских патриотов в тылу немецко-фашистских захватчиков в годы Великой Отечественной войны. Вып. 2. М.: Политиздат, 1972. С. 47-82.
- Шамко Е. Н. Герои наступательных боев (к 20-летию освобождения Крыма)// Украинский исторический журнал. — 1964. — № 2. — С. 109-11З .
- Шамко Е. Н. Подвиги крымских партизан.— М., 1964.— 160 С.
- Шамко Е. Н. Осуществление культурной революции в Крыму в годы довоенных пятилеток. Развитие курортов (1926—1941).// Очерки по истории Крыма.— ч. 3.— Симферополь, 1964. — С. 189—214.
- Шамко Е. Н. Героические битвы за Днепр.// Украинский исторический журнал. — 1966. — № 3. — С. 102—107.
- Шамко Е. Н. Дорогами крымских партизан. — Симферополь, 1976. — 143 С.
- Šamková J . Partizánske hnutie na Kryme. — Bratislava, 1961. — 172 s.
- Šamková Jekaterina. Úcast Čechů a Slováků v partyzánských bojích na Krymu během Velikě vlasteneckě války Sovětského svazu. // Historie a Vojenstvi. — Praha, 1958. — S.136 — 143.
- Šamková J . Českoslovenštř partyzáni na Krymu. // Bojova druzba. — Praha, 1960. — S.88 — 98.

## Награды
- Орден Красной Звезды
- Орден Отечественной войны
- Медаль «За оборону Севастополя»
- Медаль «Партизану Отечественной войны»
- Другие медали [уточнить]

## Семья
- Муж: Иван Александрович Шамко (1921—2003) — участник обороны Ленинграда, инвалид войны
- Сын: Вячеслав Иванович Шамко (1948—2003) — кандидат исторических наук, доцент. Заведовал кафедрой в Южноукраинском педагогическом университете им. К. Д. Ушинского.

## Память
- В октябре 2013 года в поселке Соколиное Бахчисарайского района Крыма участниками VIII конференции «Крым: культура, познание, активность» в память о выдающихся краеведов — исследователей второй половины XX века была заложена «Аллея крымских краеведов»[2].